# Білецька Наталія
Наталія Білецька (нар. 6 листопада 1972) — колишня тенісистка з України.
Грала за Україну на Кубку ФРС, мала перемогу-програш 2–5.

## Фінал ITF Circuit

### Одиночні: 4 (2 перемоги, 2 поразки)
| Турніри $100 000 |
| Турніри $75 000  |
| Турніри $50 000  |
| Турніри $25 000  |
| Турніри $10 000  |

| Результат   | №  | Дата                | Турнір                 | Поверхня | Суперник      | Рахунок        |
| ----------- | -- | ------------------- | ---------------------- | -------- | ------------- | -------------- |
| Переможець  | 1. | 8 квітня 1991 р     | ITF Белград, Югославія | Глина    | Мая Муріч     | 5–7, 6–3, 6–3  |
| Друге місце | 2. | 26 жовтня 1992 року | ITF Шяуляй, Литва      | Хард     | Тетяна Панова | 2–6, 6–3, 1–6  |
| Друге місце | 3. | 24 жовтня 1994 року | ITF Шяуляй, Литва      | Хард     | Ольга Іванова | 6–7 (7–9), 3–6 |
| Переможець  | 4. | 9 жовтня 1995 року  | ITF Юрмала, Латвія     | Хард (i) | Анна Лінкова  | 7–6 (7–3), 7–5 |

### Парний розряд: 8 (3 перемоги, 5 поразок)
| Результат   | №  | Дата                | Турнір                                  | Поверхня     | Партнер            | Суперники                           | Рахунок            |
| ----------- | -- | ------------------- | --------------------------------------- | ------------ | ------------------ | ----------------------------------- | ------------------ |
| Друге місце | 1. | 26 березня 1990 р   | ITF Мадрид, Іспанія                     | Глина        | Світлана Комлева   | Карін Кшвендт Патрісія Міллер       | 6–4, 5–7, 3–6      |
| Друге місце | 2. | 30 квітня 1990 року | ITF Лі-на-Солент, Об'єднане Королівство | Глина        | Світлана Комлева   | Катаріна Бернштейн Анніка Нарбе     | 4–6, 4–6           |
| Переможець  | 3. | 24 травня 1993 р    | ITF Битом, Польща                       | Глина        | Олена Татаркова    | Теодора Недєва Антоанета Панджерова | w/o                |
| Переможець  | 4. | 4 жовтня 1993 року  | ITF Київ, Україна                       | Глина        | Світлана Комлева   | Даша Котова Симона Недоростова      | 3–6, 6–3, 2–0 рет. |
| Друге місце | 5. | 3 жовтня 1994 року  | ITF Київ, Україна                       | Глина        | Олена Татаркова    | Наталія Норейко Марина Стець        | 6–2, 5–7, 3–6      |
| Друге місце | 6. | 10 жовтня 1994 року | ITF Одеса, Україна                      | Глина        | Наталія Бондаренко | Наталія Норейко Марина Стець        | 6–7, 6–4, 4–6      |
| Друге місце | 7. | 24 жовтня 1994 року | ITF Шяуляй, Литва                       | Жорсткий (i) | Наталія Бондаренко | Марія Марфіна Юлія Лутрова          | 6–2, 3–6, 2–6      |
| Переможець  | 8. | 9 жовтня 1995 року  | ITF Юрмала, Латвія                      | Хард (i)     | Наталія Бондаренко | Наталія Норейко Марина Стець        | 7–5, 6–1           |